# Krabat (pověst)
Krabat (odvozeno z Chorvat) je legendární postavou Lužických Srbů. Pověsti o Krabatovi jsou variabilně sestavenou sbírkou legendárních epizod a pohádek různého původu, které byly přisuzovány osobě jménem Krabat a vzájemně propojeny v celek proměnlivých vyprávění. Krabata zpočátku popisují jako obyčejného smrtelníka a obyvatele regionu, jenž nabyl magických schopností, které však používá hlavně pro dobré účely. Příběh se odehrává na přelomu 17. a 18. století v Horní Lužici v oblasti mezi Hoyerswerdou a Königswarthou.

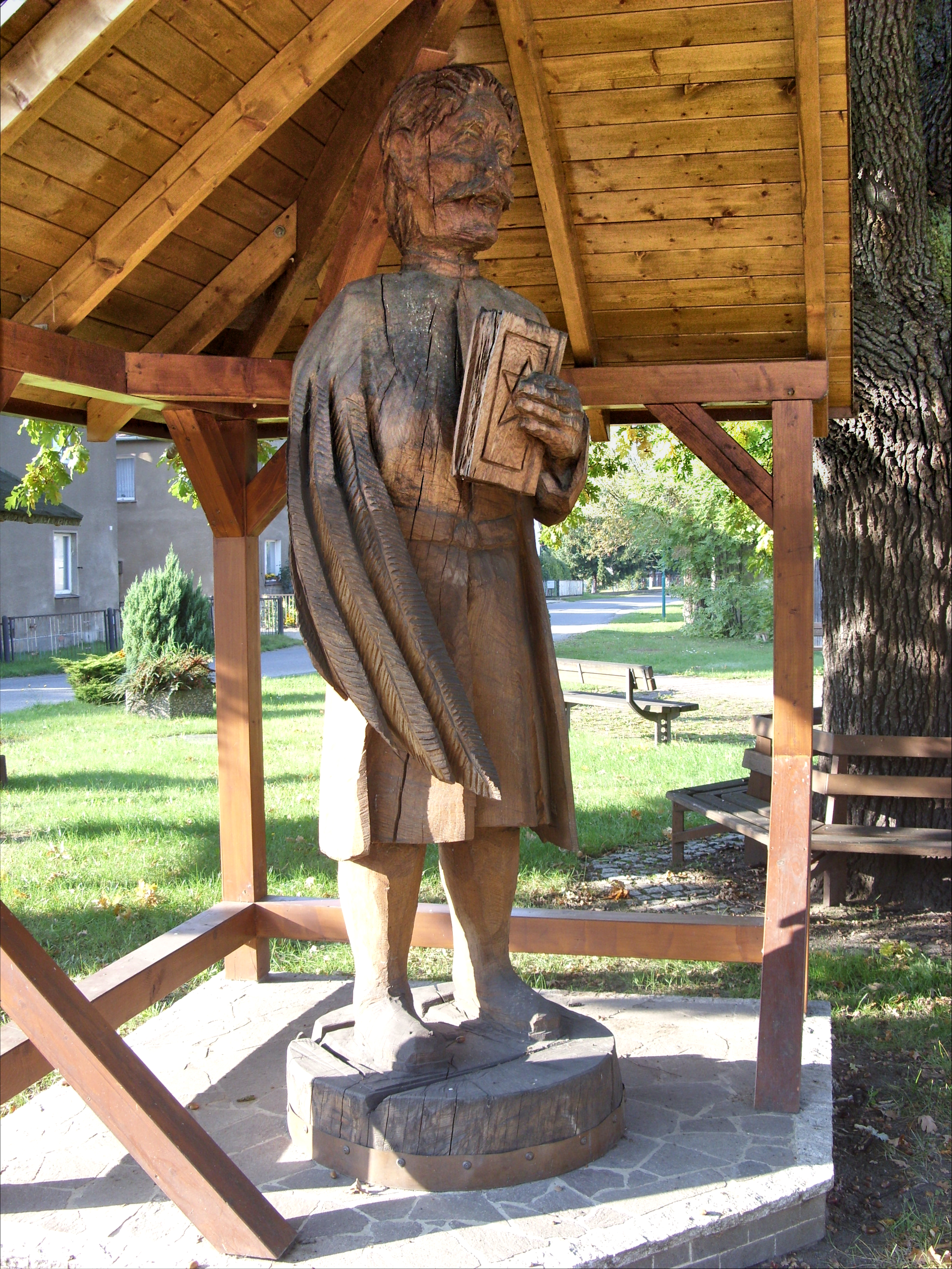
Krabatova socha v Groß Särchen (Wulke Ždźary)

## Vznik a tradování pověsti
Nejstarší písemný doklad o existenci pověsti o Krabatovi lze nalézt v zápisech Akademického spolku pro lužické dějiny a jazyk, který v roce 1838 založili studenti z Horní Lužice na Vratislavské univerzitě. Z těchto dokumentů vyplývá, že 12. ledna 1839 přednesl Awgust Bulank vyprávění o „Krabatovi z Wulkich Ždźarow“ (Groß Särchen/Wulke Ždźary) a v roce 1840 Jan Awgust Warko zaznamenal pověsti o Krabatovi. Jejich obsah však již není k dispozici, celý svazek písemných prací sdružení včetně poznámek se považuje za ztracený.
Teprve o deset let později se v rukopisu Khronika Kulowa, die Chronik von Wittichenau und Umgegend, sepsaném Franzem Schneiderem v letech 1848–1852, znovu písemně zmiňuje „Krabat“. Schneider byl členem sdružení od roku 1838 do roku 1839 a stejně jako A. Bulank a J. A. Warko byl členem Wendské sekce. Od roku 1847 pracoval jako kaplan, později jako farář v Kulově/Wittichenau. S odkazem na církevní záznamy zde píše:
„Dne 29. května 1704 zemřel plukovník Johann Schadowitz ze Särchen narozený v chorvatském Agramu. Byl pohřben ve farním kostele ve Wittichenau u zvonu pod presbytářem. V roce 1795, kdy byl na stejném místě pohřben farář Georg Brückner, se zde stále nacházel plukovníkův meč. Tento Chorvat Schadowitz je totožný s oním, jenž je v naší oblasti známý pod názvem Krabat: protože slovo „Croat“ se v lidové řeči změnilo na „Krabat“. Chorvat – pán ze Särchen – byl bohatý a byl nazýván černým umělcem. V lidové pověsti se říká, že kdysi ve farnosti ve Wittichenau hodil hrst ovsa do hliněného hrnce, a použil jej k vykouzlení regimentu vojáků, kteří se postavili na dvoře fary. S kurfiřtem saským a králem Polska Augustem byl v přátelském vztahu. Říká se, že často chodil s králem na oběd a kdysi se vydal ze Särchen do Drážďan vzdušnou cestou. Během této vzdušné cesty prý narazil na vrchol věže kostela v Kamenci a ohnul ji. Říká se, že kdysi kurfiřta zachránil před Turky pomocí magie.  –  Kniha mrtvých farního kostela ve Wittichenau udává úmrtí Chorvata bez dalšího komentáře.“
Khronika Kulowa, die Chronik von Wittichenau und Umgegend
Jelikož Schneider neuvádí žádné zdroje pro tuto „lidovou pověst“ a záznamy Bulanka a Warka se ztratily, zůstává nejasné, do jaké míry byly uvedené události správně přiřazeny k osobě jménem Krabat. Epizody „kouzlo s vojáky“ a „vzdušná cesta“ jsou běžné legendární motivy, které lze demonstrovat v mnoha variacích daleko za hranicemi Horní Lužice. Ve stejné kombinaci se objevují v komplexu pověstí „Von einem bösen Herrn zu Groß Särchen“ (O jednom zlém pánovi z Groß Särchen), který byl publikován v roce 1837 v časopise Neues Lausitzisches Magazin. Jméno Krabat, kurfiřt a Turci se v něm neobjevují, ale je zde další rozšířený mytický motiv, který se z počátku v pověsti nevyskytoval: aktér se pokouší vyorat pluhem koryto řeky, brázda je však křivá, protože nemá tažná zvířata.

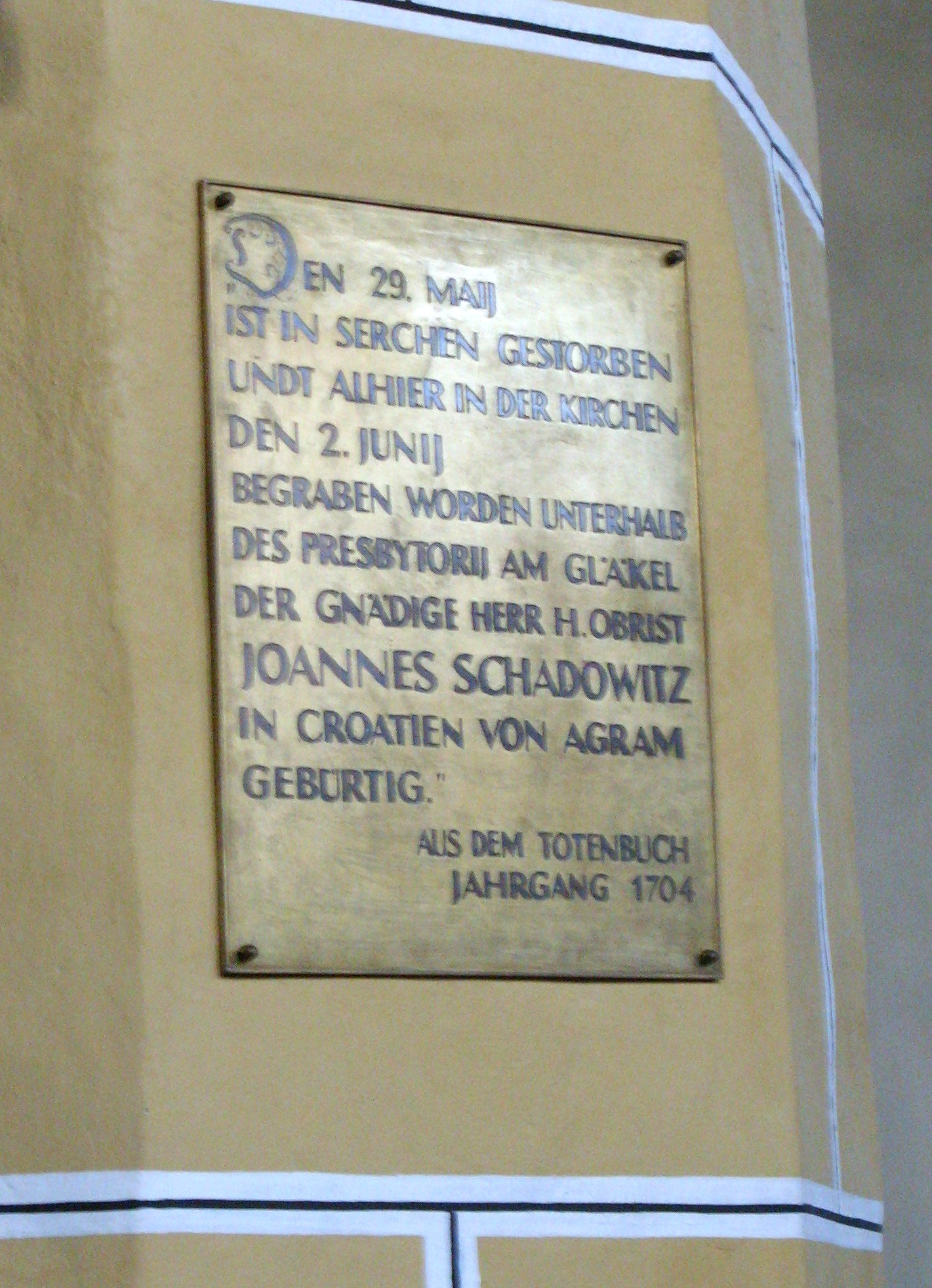
Pamětní deska Johanna Schadowitze, který byl předobrazem pro postavu Krabata, v katolickém kostele ve Wittichenau (Kulow)

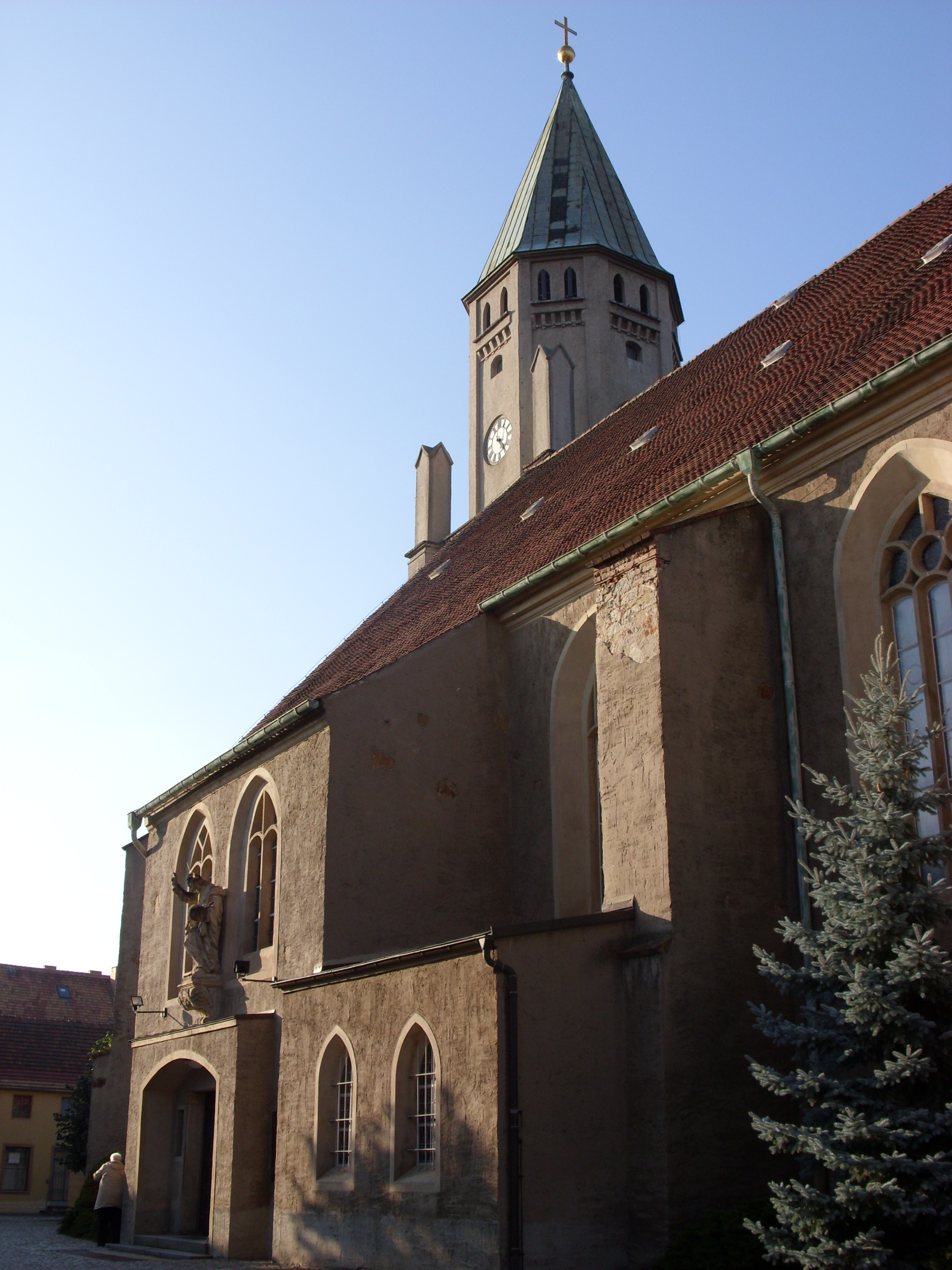
Kostel Nanebevzetí Panny Marie ve Wittichenau, místo posledního odpočinku „historického Krabata“

Kdo je vypravěčem příběhu „o zlém pánovi“ v Neues Lausitzisches Magazin, není známo. Vydavatel Joachim Leopold Haupt pouze poznamenává, že mu příběh někdo vyprávěl. Brzy na to byl zařazen do sbírky lidové slovesnosti z Lužice (zveřejněné v roce 1839) sestavené Heinrichem Gottlobem Grävem, i když jej Gräve přiřadil k legendám kolem historického generála Johanna Paula Sybilského z Wolfsbergu. V této verzi, ale vždy s odkazem na J. L. Haupta (1837), byl následně použit také Johannem Georgem Theodorem Grassem v knize Der Sagenschatz des Königreichs Sachsen (1855), Karlem Hauptem v Sagenbuch der Lausitz (1862) a Edmundem Veckenstedtem ve Wendische Sagen, Märchen und abergläubische Gebräuche (1880). Karl Haupt (syn J. L. Haupta) znovu odděluje legendu o Sybilském a Zlém pánovi z Groß Särchen, ale alespoň mezi nimi udržuje volné spojení: „Také se říká, že [Sybilski] byl zlý pán v Groß-Särchen, který z této vesnice vždy odjížděl vzdušnou cestou do Drážďan a při této příležitosti zneuctil vrchol kamenecké kostelní věže.“
Jméno Krabat se neobjevuje nikde ve výše zmíněných (všech německojazyčných) sbírkách pověstí. Až do konce 19. století se krabatovská tradice rozvíjela výhradně v lužickosrbském jazyce, přičemž kronika z Wittichenau zůstává jediným textem, ve kterém je pověst o Krabatovi výslovně spojena s historickou osobou Johanna Schadowitze. Žádná z následujících úprav se již nevrací k tomuto chorvatskému důstojníkovi ani nevysvětluje exotické jméno Krabat. Místo toho je biografie protagonisty stále podrobněji situována do Lužice. Lokalizace Krabata do Groß Särchen/Wulke Ždźary zůstává téměř konstantní, zatímco události, které ho vedou do tohoto místa, jsou v každém zpracování prezentovány odlišně.
Schneiderův exkurs o Krabatovi ve zmíněné kronice ve skutečnosti představuje cizí těleso, a proto je stručný a distancovaný. V roce 1858 vydal lužickosrbský duchovní Michał Hórnik (Michael Hornig) nejstarší písemně zachycené vyprávění, jehož záměrem je představení pověsti, v měsíčním dodatku k týdeníku Serbske Nowiny pod názvem „Krabat : powjestka z ludu“. (Krabat : příběh z lidu). Kromě kouzla s vojáky a vzdušné cesty se u Hórníka poprvé objevují epizody z dětství a mládí protagonisty: Krabat se učí magii v černé škole v Lipsku. Každý rok jednoho ze studentů vezme čert, ale Krabat je zachráněn svou matkou tím, že ho mezi jeho kamarády poznala, přestože se všichni proměnili v havrany. Podobný komplex motivů obsahuje pohádka De Gaudeif un sien Meester, z Pohádek bratří Grimmů (1819).
Další verzi pověsti zapsali studenti Lužického semináře v Praze v roce 1861 a teprve v roce 1865 ji publikoval Jurij Gustav Kubaš pod názvem Khrabat (z luda) v časopise Łužičan. Khrabat je tu synem chudého muže, kterému se rovněž říkalo Khrabat, a ve svém dětství se musel starat o prasata a telata. Turecká dobrodružství jsou podrobně rozvedena. Objeví se řada motivů týkajících se magické knihy, což je legendární prvek, který se také hojně používá v mnoha variantách.
O několik let později odráží Khronika Kulowa od Franze Schneidera podrobnější znění pověsti: ve verzi vytištěné v roce 1878 se textová pasáž týkající se Krabata značně rozšířila ve srovnání s ručně psaným originálem z let 1848/1852, včetně epizody o zničení kouzelné knihy.
Příběh Bajka w Krabace od Jana Gólče vytištěný v časopise Łužica v roce 1885 je relativně jednoduchý, epizody o Krabatově kouzelnickém učení a dobrodružství v Turecku chybí.
Křesćan Bohuwěr Pful (Christian Traugott Pfuhl)  v roce 1887 znovu vydal v časopise Łužica příběh „Krabata : po ludzacym powjedanju“. Kromě několika dalších rozšíření obsahuje tato verze, která se také výrazně rozšířila v literatuře, poprvé motiv nebeského znamení, když Krabat zemřel: Pokud se v domě smrti objeví havran, znamená to, že Krabatova duše je ztracena, pokud bílý holub je zachráněna. Pful je prvním autorem, který v komentáři alespoň částečně říká něco o svých zdrojích. Pokud jde o nové motivy, poznamenává, že v lidové tradici je našel v látkách částečně souvisejících s Krabatem, částečně také s jinými či bezejmennými protagonisty. Zmiňuje tvar osobního jména Krabat specifický pro oblast Delany a okolí, konkrétně město Commerau, jinak jen vágně: „v terénu“. Nakonec píše: „Takto čtenář vidí, jak jsem složil rozptýlené zbytky a fragmenty krabatovského příběhu do soudržného celku.“ Avšak podle jakých kritérií identifikoval údajné „zbytky a fragmenty“ jako součást pověsti o Krabatovi, není jasně vysvětleno. Například integroval variaci příběhu o kohoutovi, který byl již obsažen v Pohádkách bratří Grimmů. Pful se rovněž nedrží znění předchozích verzí pověsti.
Konečně Jurij Pilk (Georg Pilk) shromáždil celou řadu dalších motivů a epizod v roce 1896 ve verzi s názvem Die wendische Faust-Sage neboli Serbski Faust. Poprvé je vesnice Eutrich u Königswarty zmiňována jako místo Krabatova dětství, stejně jako černý mlýn poblíž Schwarzkollmu jako místo jeho kouzelnického výcviku. Pilk elegantně obchází tajemství podivného jména zavedením Krabata jako nevlastního syna chudého wendského chovatele dobytka. V podrobných komentářích v předmluvě a doslovu Pilk mimo jiné píše: „Pověst, nebo spíše sága, o kouzelnickém mistru Krabatovi, wendském Faustovi, je slovanským obyvatelům obou Lužic známa jako žádná jiná taková tradice.“ nebo: „[…] Zatím bylo vytištěno jen několik fragmentů z takovýchto legend.“ Za tímto účelem (pouze ve srbském překladu) odkazuje na sbírky Haupta (1863) a Veckenstedta (1880), ačkoli v nich Krabat chybí. Relevantním dokumentem je přitom u Haupta příběh o jednom zlém pánovi z Groß Särchen. Veckenstedt odkazuje na příběh, který vydal v roce 1879 Hendrich Jordan pod názvem Koklaŕski (Čarodějův učeň) jako dolnolužickou pověst v periodiku Časopis Maćicy Serbskeje, velmi podobnou textu s titulem Zauber-Wettkampf, jenž byl v roce 1845 otištěn v pohádkové knize Deutsches Märchenbuch od Ludwiga Bechsteina a v roce 1854 v knize Märchen für die Jugend od Heinricha Pröhleho. Protože stejný komplex motivů se vyskytuje také v De Gaudeif un sien Meester, obsahuje pověst o Krabatovi téměř kompletní duplikát této pohádky. Stejně jako Pful se však Pilk důrazně odvolává na ústní tradici a ujišťuje: „[...], že text pověsti o Krabatovi není rozšířen o vnější doplňky.“ Zdá se, že Schneiderova kronika nebyla v tuto dobu Pilkovi známa, protože popisuje svůj (neúspěšný) výzkum, jenž měl najít historický předobraz legendy o Krabatovi.
Na rozdíl od všech předchozích zpracování se Pilkovo vypravování o Krabatovi poprvé objevilo v němčině v časopise Sächsischer Erzähler, teprve poté je v překladu do lužické srbštiny publikoval v časopise Łužica Mikławš Andricki. Německá verze byla v roce 1900 zařazena do sborníku Bunte Bilder aus der Sachsenlande. Prostřednictvím tohoto díla, které bylo také navrženo jako školní četba a do 20. let se dočkalo více než dvaceti vydání, se pověst o Krabatovi rozšířila po celém Sasku.
V roce 1903 Heinrich Andreas Schömmel znovu zveřejnil příběh chorvatského důstojníka Der Lausitzer Zauberer Krabat (Johann von Schadewitz) v časopisu Gebirgsfreund a přidal některé životopisné údaje, jakož i některé příklady epizod s Krabatem z různých zdrojů.
Také v roce 1903 zahrnul Alfred Meiche ve spolupráci s Jurijem Pilkem pověst o Krabatovi do knihy Sagenbuch des Königreichs Sachsen. Komplex o zlém pánovi z Groß Särchen byl přemístěn z pověsti o Sybilském do krabatovské legendy, což znamená, že se sem dostala epizoda s oráním koryta řeky, kterou doposud žádný autor s Krabatem nespojil. Kromě toho byly z Pilkova textu z roku 1896 přidány pasáže odchylující od předchozích verzí. Zdroje těchto úprav jsou Łužičan 1865 [= Kubasch], Łužica 1885 [= Goltsch], Gebirgsfreund XV. roč. [= Schömmel] a Haupt sv. 1, č. 219 [= Karl Haupt 1862]. Písemná fixace populární pověsti o Krabatovi tak byla prakticky kompletní. Ústní tradice však zůstala dynamická. Například Pawoł Nedo ještě v roce 1956 popisuje, že mu staří lidé v oblasti Groß Särchen řekli, že v každém dalším z krabatovských příběhů se vždy objevují nové žonglérské motivy.

## Moderní literární zpracování

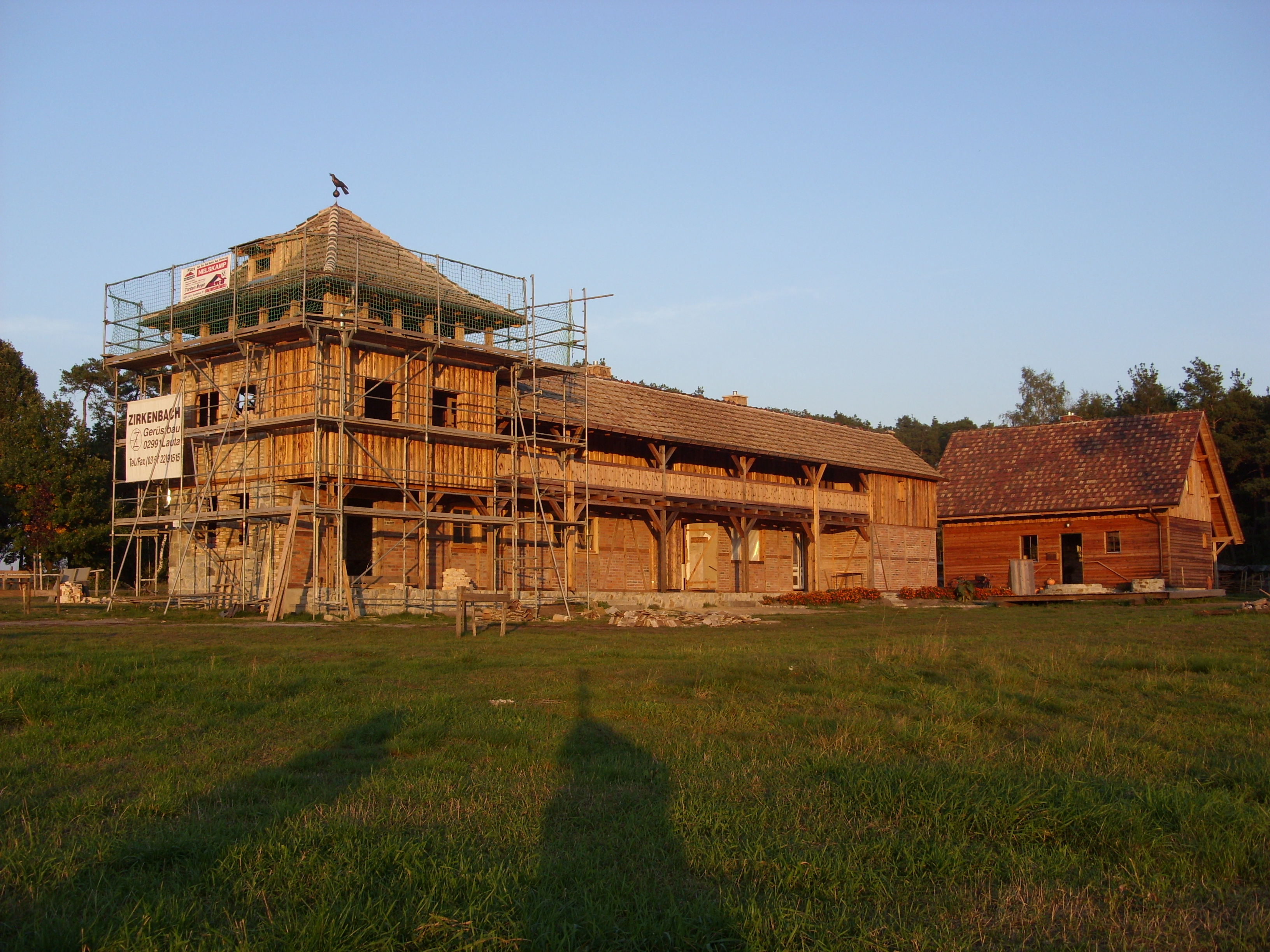
Šindelová chalupa s loubím v zážitkovém „Krabatově mlýně“ v obci Koselbruch u Schwarzkollmu (Čorny Chołmc) v době stavby (2008).

### Měrćin Nowak-Njechorński
Pod titulem Mišter Krabat (německy: Meister Krabat der gute sorbische Zauberer) zveřejnil roku 1954 Měrćin Nowak-Njechorński první moderní verzi krabatovské látky nejprve v lužické srbštině, o rok později v německém překladu Jurije Brězana. Měrćin Nowak-Njechorński tuto látku zpracoval v duchu socrealismu.

### Jurij Brězan
Krabat je hlavní postavou tří románů významného lužickosrbsky a německy píšícího prozaika Jurije Brězana: Čarodějný mlýn (1968), Krabat (1976) a Krabat oder Die Bewahrung der Welt (1993).

### Otfried Preußler
Legendární postava Krabata se stala za hranicemi NDR známou především díky knize pro děti a mládež Čarodějův učeň od Otfrieda Preußlera, která vyšla v roce 1971. Oproti původní pověsti obsahuje román některé odlišnosti: Krabat se neztratí v lese, jako na začátku pověsti, a nenarazí na mlýn, ale je volán do mlýna ve třech snech hlasem mistra. Zatímco v pověsti ho ostatní učedníci zradili, zde jsou s ním spolčeni nebo se chovají pasivně. Není to ani láska matky, která Krabata zachraňuje, ale láska dívky. Kniha končí vysvobozením z mlýna.

## Umělecké adaptace

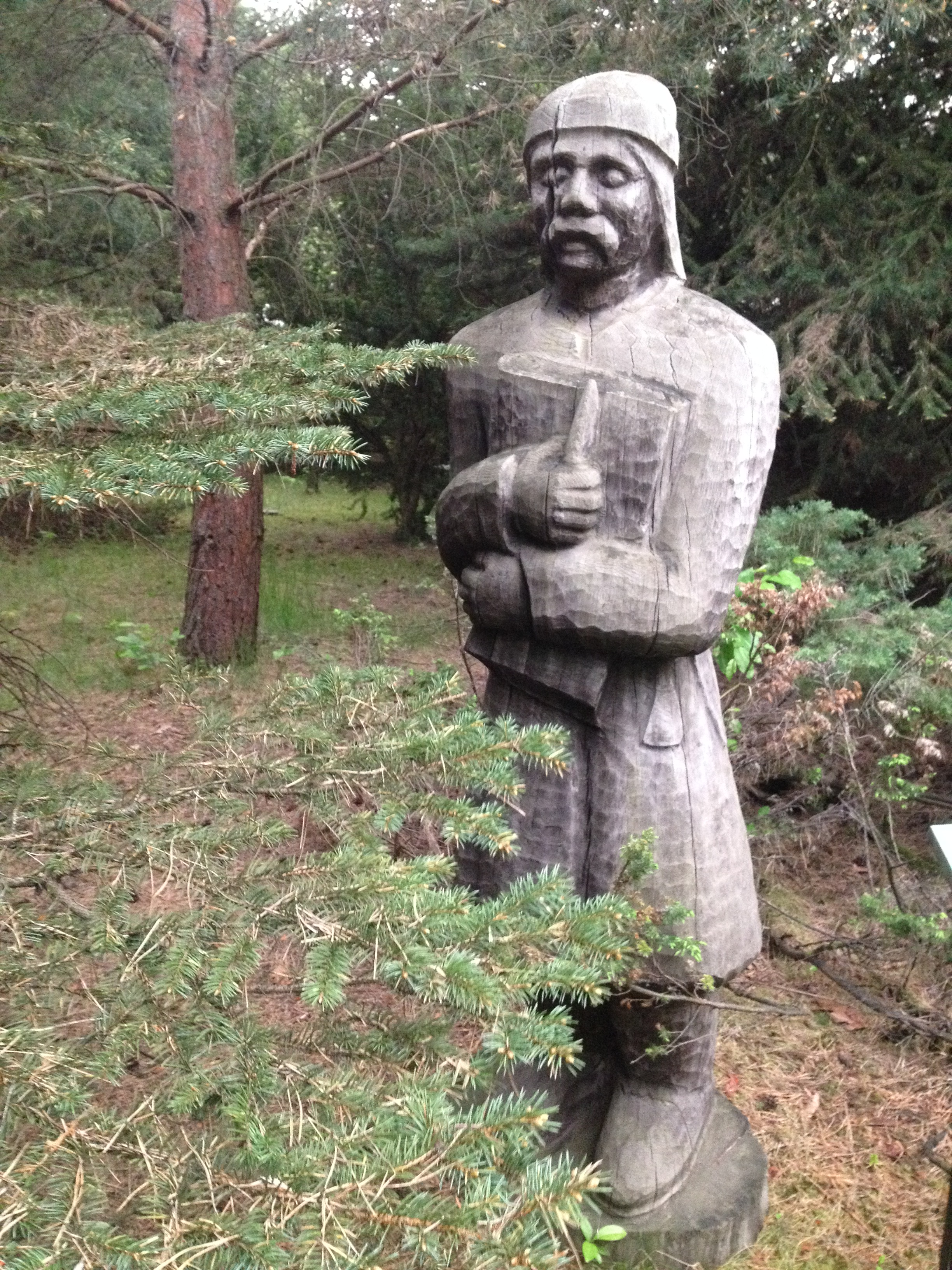
Postava Krabata v obci Weißwasser (Běła Woda)

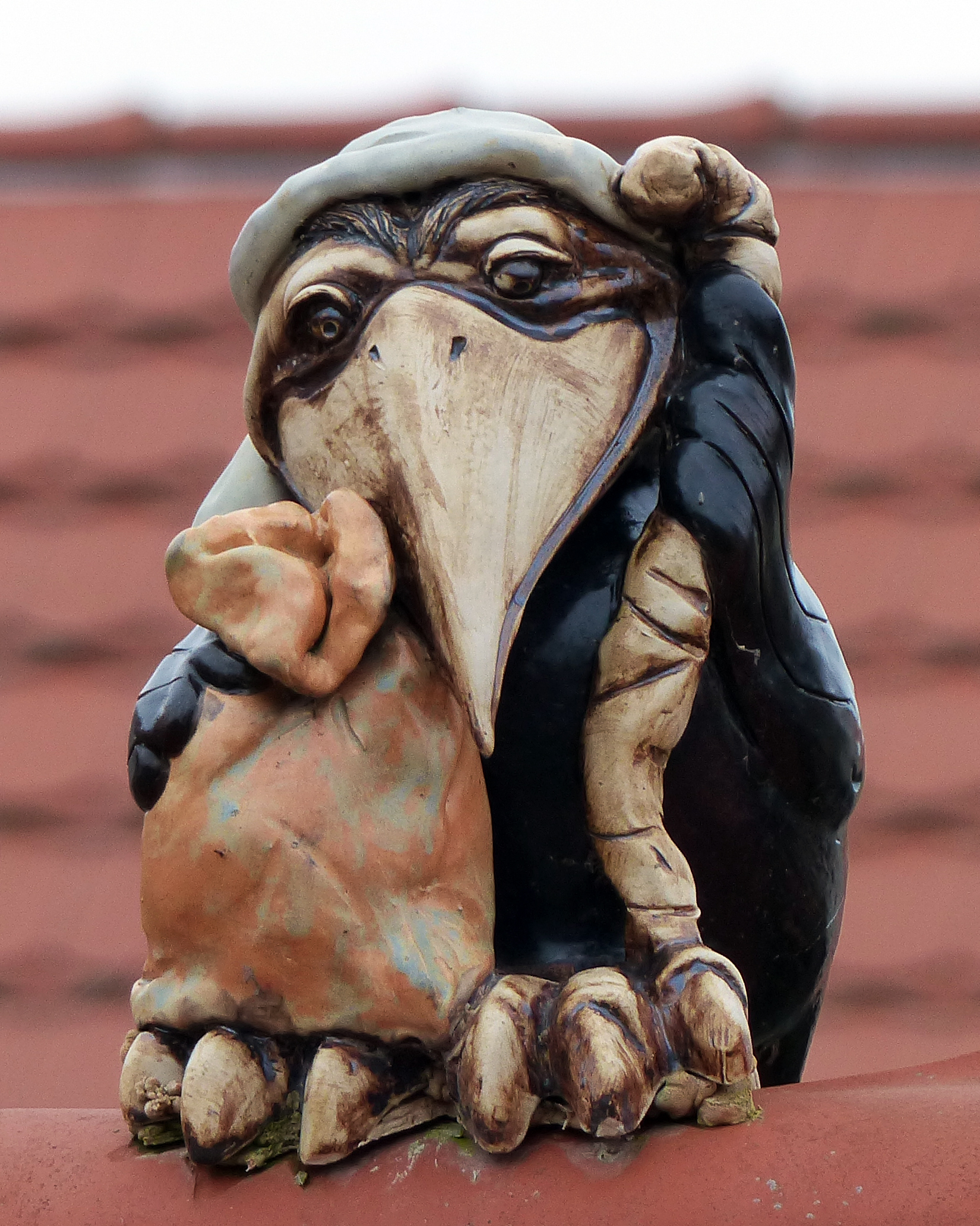
Krabat jako hliněný havran ve Schwarzkollmu

### Jevištní zpracování
- Dětská opera Krabat (1982) od Cesara Bresgena podle Preußlerovy knihy, uvedeno v roce 1983.
- Od roku 1983 se v Marionetovém divadle v Düsseldorfu uvádí kus Krabat podle Preußlera.
- V roce 1997 byla v Neuköllner Oper v Berlíně uvedena dvoudílná opera Die Legende vom Krabat od Winfrieda Radekeho (hudba) a Petera Lunda (libreto a režie).
- V roce 1994 byla v Prinzregententheater v Mnichově uvedena divadelní hra Krabat od Niny Achminow.
- V roce 2003 uvedl spolek Heimatverein Groß Särchen e. V. divadelní hru Nitscho o krabatovských pověstech v Hoyerswerdě.
- V květnu 2007 byla v rámci programu „Junge Oper“ uvedena v Národním divadle v Mannheimu opera Krabat od Fredrika Zellera podle Preußlera.
- Opera-balet Krabat oder Die Erschaffung der Welt od Enjotta Schneidera.
- Švýcarská inscenace v divadle Theater-Pack (Fabrikpalast) uvedla Preußlerův román jako stínové divadlo.[3]
- V roce 2009 uvedl český divadelní soubor Nepřijatelní v Lužici a poté v Praze Čarodějova učně jako hororovou performanci.[4]
- Zážitkový Krabatův mlýn ve Schwarzkollmu pořádá od roku 2012 jednou ročně v červenci Krabat-Festspiele, na nichž se uvádějí různé krabatovské hry.[5]
- Německo-argentinský choreograf Demis Volpi vytvořil balet Krabat podle románu Otfrieda Preußlera uvedený ve Stuttgartu v roce 2013.
- V roce 2013 uvedlo Národní divadlo v Praze inscenaci Čarodějův učeň/Krabat, což bylo autorské taneční divadlo hudebního skladatele Zbyňka Matějů, choreografa Jana Kodeta a režisérského tandemu SKUTR na motivy Preußlerovy knihy.[6]

### Filmy
- V roce 1975 natočil režisér Celino Bleiweiß pro východoněmeckou televizi film Černý mlýn (Die schwarze Mühle) podle stejnojmenné prózy Jurije Brězana.
- V roce 1977 vznikl česko-německý kreslený film Čarodějův učeň (Krabat) od režiséra Karla Zemana, který vychází z Preußlera v úpravě určené i pro malé diváky.
- V roce 2008 byl do kin uveden německý film Krabat, což je filmová adaptace Preußlerovy knihy. Režie filmu s rozpočtem osm milionů € se ujal Marco Kreuzpaintner.
- V roce 2011 vytvořil režisér Jörg Herrmann film Sedmý havran. Tento siluetový film je s 70 minutami délky nejdelším filmem svého druhu.

### Hudba
- V roce 2001 pověst o Krabatovi ztvárnila německá avantgardní skupina Stillste Stund ve své písni „Mühle mahlt“ z alba „Ursprung Paradoxon“.
- V roce 2006 zveřejnila hudební formace ASP ztvárnění pověsti ve formě pětidílného písňového cyklu, který roku 2008 vyšel jako konceptuální album.

### Rozhlasové hry
V srpnu 2008 vznikla krátká 15minutová rozhlasová hra „Krabat und die schwarze Pumpe“ (od Daniela Eberta a Sebastiana Tschöpela), která patřila k nominovaným rozhlasovým premiérám roku 2008 udělovaným ARD. Jednalo se o aktualizaci krabatovského příběhu v souvislosti s aktuální těžbou uhlí v Lužici.
Původní pověst o Krabatovi z knihy Sagenbuch des Königreichs Sachsen je načtena Heinzem Drewniokem v audioknize „Krabat – Der Zauberer“ (2008).

## Krabatfest

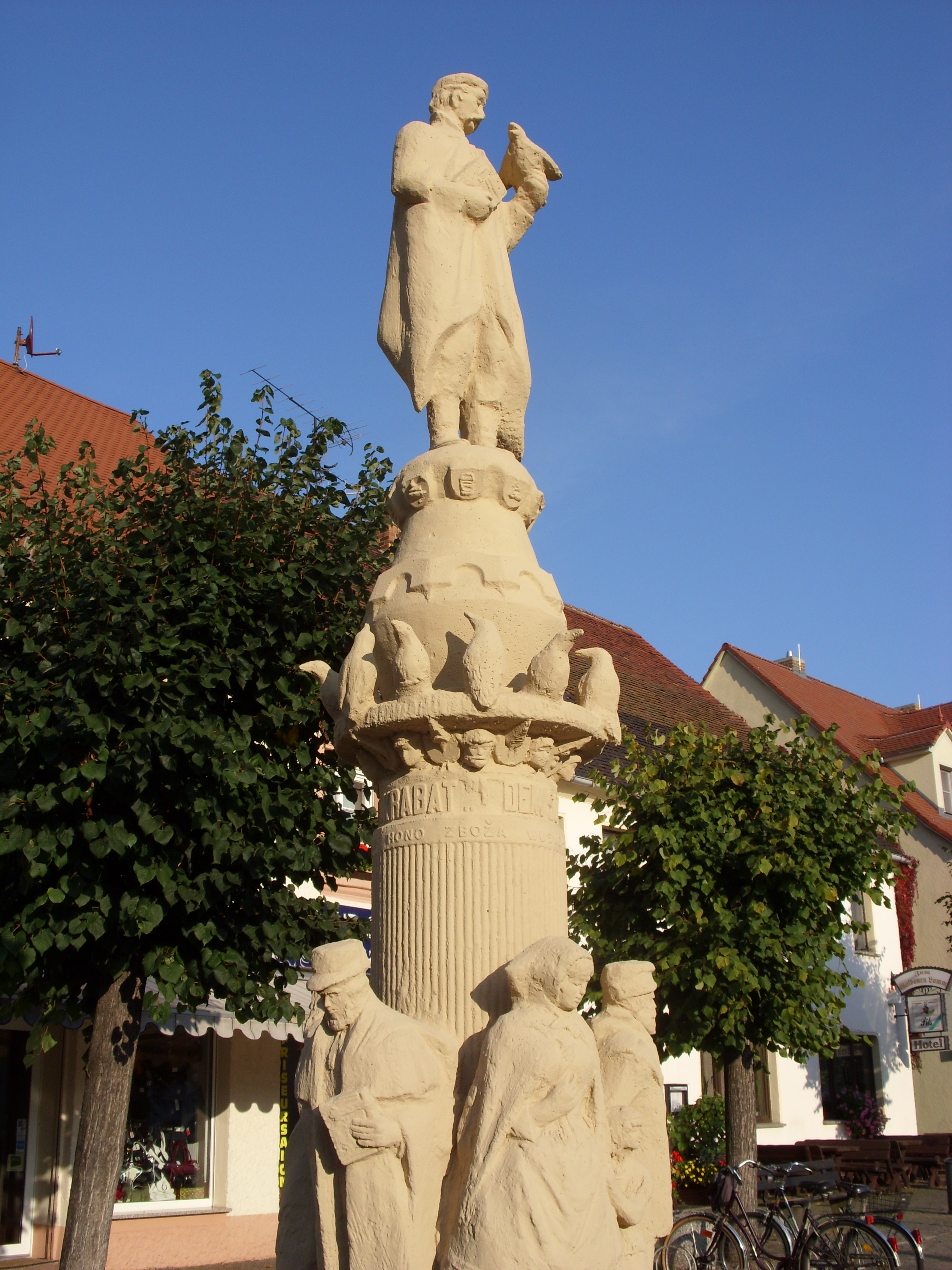
Krabatův sloup ve Wittichenau

Každý rok v červenci se v oblasti kolem Hoyerswerdy a Wittichenau koná Krabatfest.